# Quadracythere
Quadracythere is een geslacht van kreeftachtigen uit de klasse van de Ostracoda (mosselkreeftjes).

## Soorten
- Quadracythere (Hornibrookella) hentyensis Neil, 1994 †
- Quadracythere (Hornibrookella) lagaghiroboensis (Apostolescu, 1961) Reyment, 1981 †
- Quadracythere (Hornibrookella) ornata Pietrzeniuk, 1969 †
- Quadracythere (Hornibrookella) persica (Tambareau, 1972) Ducasse, Guernet & Tambareau, 1985 †
- Quadracythere (Tenedocythere) corrugata (Reuss, 1850) Sissingh, 1972 †
- Quadracythere (Tenedocythere) exornata (Terquem, 1878) Wouters, 1974 †
- Quadracythere (Tenedocythere) mediterranea (Ruggieri, 1962) Sissingh, 1972 †
- Quadracythere (Hornibrookellina) abdulrazzaqae (Al-Furaih, 1983) Neil, 1994 †
- Quadracythere (Hornibrookellina) cyclifossata (Al-Furaih, 1977) Neil, 1994 †
- Quadracythere (Hornibrookellina) cyclopea (Al-Furaih, 1977) Neil, 1994 †
- Quadracythere (Hornibrookellina) divergens (Al-Furaih, 1977) Neil, 1994 †
- Quadracythere (Hornibrookellina) episcelis (Al-Furaih, 1977) Neil, 1994 †
- Quadracythere (Hornibrookellina) platybomus (Siddiqui, 1971) Neil, 1994 †
- Quadracythere (Hornibrookellina) posterisella (Al-Furaih, 1977) Neil, 1994 †
- Quadracythere (Hornibrookellina) subquadra (Siddiqui, 1971) Neil, 1994 †
- Quadracythere acuta Ahmad, Neale & Siddiqui, 1991 †
- Quadracythere aequabilis Holden, 1976 †
- Quadracythere aequalis Bold, 1963 †
- Quadracythere alatazea Hornibrook, 1952
- Quadracythere alloios Whatley, Jones & Wouters, 2000
- Quadracythere amplioreticulata Whatley, Moguilevsky, Chadwick, Toy, Ramos, 1998
- Quadracythere antillea (Bold, 1946) Bold, 1965 †
- Quadracythere aspinosa Sohn, 1970 †
- Quadracythere auricolata Bonaduce, Masoli, Minichelli & Pugliese, 1980
- Quadracythere bicarinata (Swain, 1946) Neufville, 1973 †
- Quadracythere biruga Hornibrook, 1952
- Quadracythere boldi Butler, 1963 †
- Quadracythere brachypygaia Bold, 1965 †
- Quadracythere cassidea (Reuss, 1869) Moyes, 1971 †
- Quadracythere caudata Malz, 1981 †
- Quadracythere chattonensis Hornibrook, 1953 †
- Quadracythere claremontensis Swanson, 1969 †
- Quadracythere clavata Hornibrook, 1952
- Quadracythere clifdenensis Hornibrook, 1952
- Quadracythere compacta (Brady, 1866) Bold, 1966
- Quadracythere cuxhavenensis Uffenorde, 1981 †
- Quadracythere directa Siddiqui, 1971 †
- Quadracythere distenta Ahmad, Neale & Siddiqui, 1991 †
- Quadracythere dorsipunctata Milhau, 1993 †
- Quadracythere durraensis Basha, 1983
- Quadracythere eichlerae Carreno, Coimbra & Sanguinetti, 1997
- Quadracythere fabianae Bonaduce, MasoLi & Pugliese, 1976
- Quadracythere felsensis (Kollmann, 1971) Liebau, 1991
- Quadracythere flexuosa Deltel, 1963 †
- Quadracythere fuenmayori Rodriguez, 1969 †
- Quadracythere gazdzickii Blaszyk, 1987 †
- Quadracythere goldenensis Bold, 1961 †
- Quadracythere haquei Sohn, 1970 †
- Quadracythere hemirotunda Huang, 1975 †
- Quadracythere hornibrooki Holden, 1967 †
- Quadracythere howei (Puri, 1953) Bold, 1988 †
- Quadracythere hulusii Soenmez-Goekcen, 1973 †
- Quadracythere insulardeaensis Hartmann, 1981
- Quadracythere kangpaensis Huang, 1975 †
- Quadracythere kaoensis Carbonnel, Alzouma & Dikouma, 1990 †
- Quadracythere keeni Slipper, 1988 †
- Quadracythere kenti Ahmad, Neale & Siddiqui, 1991 †
- Quadracythere languida Huang, 1975 †
- Quadracythere lankfordi Teeter, 1975
- Quadracythere leghiensis Olteanu, 1974 †
- Quadracythere litoralis Rossi De Garcia, 1967 †
- Quadracythere longazea Hornibrook, 1952
- Quadracythere mediaplana Hornibrook, 1952
- Quadracythere mediaruga Hornibrook, 1952
- Quadracythere memorans (Luebimova & Guha, 1960) Guha, 1974 †
- Quadracythere molassica (Witt, 1967) Witt, 1981 †
- Quadracythere nandanaensis Khosla, 1979 †
- Quadracythere napociensis Olteanu, 1977 †
- Quadracythere naqbaensis Basha, 1983
- Quadracythere nealei Sanguinetti, 1979 †
- Quadracythere obtusalata (Brady, 1880) Yassini & Jones, 1987
- Quadracythere orbignyana (Bosquet, 1852) Keij, 1957 †
- Quadracythere palmaritensis (Bold, 1946) Bold, 1970 †
- Quadracythere pentoekensis (Kingma, 1948) Gramann, 1975 †
- Quadracythere pipkinensis (Stephenson, 1945) Butler, 1963
- Quadracythere planazea Hornibrook, 1952
- Quadracythere plicata Guan, 1978 †
- Quadracythere polygonata Carbonnel, 1969 †
- Quadracythere praecrassa (Apostolescu, 1961) Foster, Swain & Petters, 1983 †
- Quadracythere producta (Brady, 1866) Bold, 1968
- Quadracythere quadrata Scheremeta, 1969 †
- Quadracythere radizea Hornibrook, 1952
- Quadracythere reticuspinosa Pietrzeniuk, 1969 †
- Quadracythere rhodanica (Carbonnel, 1969) Liebau, 1991 †
- Quadracythere sabulosa (Brady, 1880) Hornibrook, 1952
- Quadracythere sahnii Tewari & Singh, 1967 †
- Quadracythere singletoni McKenzie, Reyment & Reyment, 1991 †
- Quadracythere sparsa Bold, 1970 †
- Quadracythere spica Holden, 1976 †
- Quadracythere stadnichenkoae Bold, 1961 †
- Quadracythere subquadrata Hu & Yang, 1975 †
- Quadracythere svagrovskyi Jiricek, 1974 †
- Quadracythere symmetrica (Bold, 1946) Bold, 1970 †
- Quadracythere tewarii Bhalla, 1979 †
- Quadracythere transylvanica (Reuss, 1850) Olteanu, 1974 †
- Quadracythere trijugis Holden, 1976 †
- Quadracythere truncula (Brady, 1898) Hornibrook, 1952
- Quadracythere vahrenkampi (Moos, 1965) Monostori, 1977 †
- Quadracythere vanga Ahmad, Neale & Siddiqui, 1991 †
- Quadracythere venusta Ramos, Coimbra & Whatley, 2011
- Quadracythere verdonensis Ducasse, 1967 †